# Guadalevín
El riu Guadalevín és un curt riu del sud de la península ibèrica que discorre íntegrament per la Regió muntanyenca de Ronda, a l'oest de la província de Màlaga, Andalusia, Espanya.
Neix a la Serra de les Neus, en el terme municipal d'Igualeja, i desemboca al riu Guadiaro, de manera que pertany a la demarcació hidrològica de les conques mediterrànies d'Andalusia. Gairebé tot el seu curs ha estat declarat Zona Especial de Conservació (ZEC).
El seu nom prové de l'àrab Wadi-al-Laban («riu de llet»).

## Curs
La capçalera més allunyada del riu Guadalevín se situa al parc natural de la Serra de les Neus, més concretament a la cañada del Cuerno, nucli del pinsapar de Ronda. Més endavant se li uneix el rierol de la Fuenfría i rep altres aportacions de la serra de l'Oreganal, entre ells la font de Malillo. Des d'aquest lloc també es denomina riu Gran. Després transcorre per la ciutat de Ronda on esculpeix el seu famós Tajo i penetra en l'altiplà de Ronda amb el nom de Guadalevín. En el paratge de la Indiana conflueix amb el riu Guadalcobacín, format entre altres pel rierol de la Ventilla, curs de gran vitalitat que perfila una gola fluvial amb una geodiversitat notable al municipi d'Arriate. La unió del Guadalevín i Guadalcobacín marca el punt geogràfic on generalment es considera que se situa el naixement del riu Guadiaro, encara que alguns autors asseveren que succeeix uns quilòmetres més a baix, quan des de la cova del Gat li assisteix el riu Guadares.
Des d'un punt de vista litològic, el riu Guadalevín està constituït per margues de guix, arenisques i calcàries.

## Fauna
La fauna característica de la zona és la típica de ribera, i hi destaquen la llúdria, la tortuga de rierol i la voga del Guadiana. També hi són presents alguns invertebrats com ara crancs de riu, odonats o l'aranya negra de l'alzina surera, que és un endemisme del sud de la península Ibèrica. També espècies de peixos com la lamprea marina, el llopet de riu, el barb gitano, el cacho malagueny, l'anguila; diferents amfibis com el discoglossus jeanneae o la subespècie de salamandra que s'estén al sud del Guadalquivir; i aus com la merla aquàtica, el blauet i diverses espècies de rapinyaires.